# Malinalxochitl

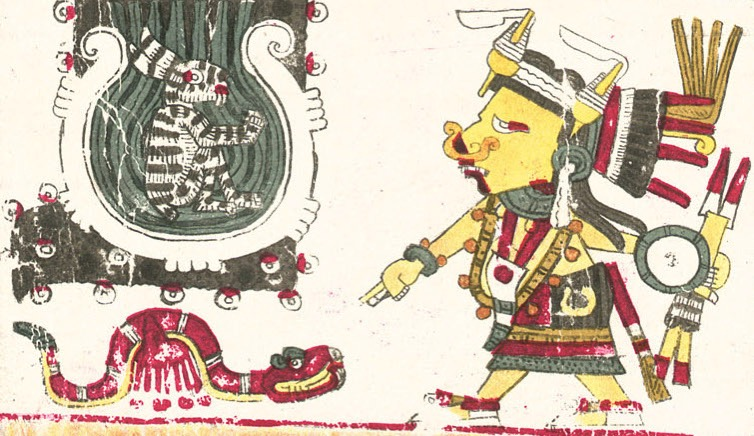
La déesse Malinalxochitl représentée dans le codex Borgia.

Malinalxochitl (en nahuatl Malīnalxōchitl /ma.liː.nal.'xoː.ʧitɬ/) est une divinité de la mythologie aztèque, sorcière maléfique ayant pouvoir sur les serpents, scorpions et insectes du désert.  Elle est la sœur,,, du dieu de la guerre et du soleil Huitzilopochtli, protecteur et guide des Aztèques.  Pendant leur migration depuis Aztlán jusqu'à Tenochtitlán, les Aztèques qui avaient supporté sa terreur en raison de sa parenté avec Huitzilopochtli demandèrent à leur dieu patron de s'en débarrasser. Elle fut ainsi abandonnée lors de son sommeil sur instigation de son frère.  Elle fonda alors Malinalco avec ceux de son calpulli et eut un fils, Copil, qui tenta sans succès de se venger de Huitzilopochtli et des Aztèques,.